# Орден Воссоединения
Орден Воссоединения (Ordre de la Réunion) был создан в Первой Французской империи для награждения французов и иностранцев как награда за гражданскую, государственную и военную службу на вновь присоединенных к Франции территориях, таких как Королевство Голландия. Заменил голландский орден Единства. Существовал с 1811 по 1815 гг.

## История
Был учрежден 11 или 18 октября 1811 Наполеоном I во время его первого визита в Амстердам после аннексии Францией в 1810 году Королевства Голландия. Наполеону не нравилась идея нищего высшего сословия и всем награждённым орденом был назначен пенсион  500,000 франков в год.